# Філичі
Фі́личі (рос. Филичи) — присілок у складі Котельницького району Кіровської області, Росія. Входить до складу Біртяєвського сільського поселення.
Населення становить 14 осіб (2010, 6 у 2002).
Національний склад станом на 2002 рік — українці 50 %, росіяни 50 %.